# Arnold Whittall
Arnold Whittall, né en 1935 à Shrewsbury dans le comté du Shropshire en Angleterre, est un auteur et musicologue britannique. Il est professeur émérite au King's College de Londres. Entre 1975 et 1996, il est professeur dans ce collège. Il était précédemment chargé de cours aux universités de Cambridge, Nottingham (1964–1969) et Cardiff (1969–1975).
Depuis les années 1960, il a publié des livres, des articles et contribué à des chapitres d'ouvrages à plusieurs auteurs.

## Ouvrages
- Schoenberg Chamber Music. London: BBC, 1972.
- Music since the First World War. London : Dent, 1977.
- The Music of Britten and Tippett – Studies in Themes and Techniques. Cambridge: Cambridge University Press, 1982. (deuxième édition 1990)
- Romantic Music : a concise history from Schubert to Sibelius. London : Thames and Hudson, 1987.
- (Coécrit avec Jonathan Dunsby) Music analysis : in theory and practice. London : Faber, 1988.
- Musical composition in the twentieth century. Oxford : Oxford University Press, 1999.
- Jonathan Harvey. London : Faber, 1999.
- Exploring twentieth-century music : tradition and innovation. Cambridge : Cambridge University Press, 2003.
- The Cambridge introduction to serialism. Cambridge : Cambridge University Press, c2008.